# Peter de Maulay
Peter de Maulay, auch Pierre Malo Lacu († 1241) war ein aus Frankreich stammender Ritter und Ratgeber der englischen Könige Johann Ohneland und Heinrich III. Obwohl Maulay wegen seiner Herkunft in England zeitlebens als Ausländer galt, gelang es ihm, seine Familie in Yorkshire zu etablieren.

## Leben

### Aufstieg unter Johann Ohneland
Peter de Maulay benannte sich nach dem heutigen Ort Maulay in der Grenzregion zwischen dem Poitou und dem Touraine in Frankreich. Seine Herkunft ist unbekannt, angeblich entstammte er dem niederen Adel. Er wird 1202 erstmals erwähnt, als ihm König Johann Besitzungen bei Loudun übergab. Wie andere Franzosen, darunter Gerard d’Athée, wurde Maulay rasch ein Vertrauter des Königs. Angeblich war er 1203 an der Ermordung von Arthur von der Bretagne, dem Neffen des Königs, beteiligt. Nachdem der Großteil von Johanns französischen Ländereien im Französisch-Englischen Krieg bis 1204 vom französischen König Philipp II. erobert worden waren, übergab Maulay seine französischen Besitzungen seinem jüngeren Bruder Aimery de Maulay und siedelte nach England über. Der König belohnte Maulay mit mehreren Gütern, darunter Upavon in Wiltshire, doch beim englischen Adel war Maulay wegen seiner Herkunft und seiner Nähe zum unbeliebten König verhasst. Der englische Chronist Roger von Wendover zählte ihn zu den schlechten Ratgebern des Königs. 1213 reiste Maulay als Botschafter des Königs zum Papst nach Rom, und 1214 gehörte er zu den Führern des Feldzugs ins Poitou, wo er Kommandant von La Rochelle wurde. Im selben Jahr erhielt er gegen eine Gebühr von 7000 Mark vom König die Erlaubnis, Isabella, die einzige Tochter und Erbin von Robert of Thornham zu heiraten. Durch die Heirat stieg Maulay zu einem bedeutenden Grundbesitzer und Baron in Yorkshire auf.

### Rolle im Krieg der Barone
Als es 1215 zum offenen Krieg der Barone zwischen dem König und einer Adelsopposition kam, ernannte der König Maulay zum Constable von Corfe Castle, wo er für die Sicherheit des königlichen Schatzes und von Richard, dem jüngsten Sohn des Königs verantwortlich war. Dazu diente die Burg als Gefängnis für Eleonore von der Bretagne, die Schwester des ermordeten Arthur, und von mehreren Baronen, die während des Bürgerkriegs in die Gefangenschaft des Königs gerieten. Von diesen trieb er hohe Lösegelder ein, dennoch behielt er die Gegner des Königs noch lange nach Ende des Bürgerkriegs in Gefangenschaft. 1216 wurde er zum Sheriff von Dorset und Somerset ernannt. Als König Johann 1216 starb und dessen minderjähriger Sohn als Heinrich III. neuer König wurde, nutzte Maulay diese Schwäche der Zentralregierung aus und baute seine Stellung zulasten der Gentry aus. Erst 1220 konnte ihn der Regentschaftsrat zwingen, den Königssohn Richard zu übergeben, und 1221 fiel er einer Intrige des königlichen Justiciars Hubert de Burgh zum Opfer, der ihn beschuldigte, Eleonore von der Bretagne an den französischen König Ludwig VIII. übergeben zu wollen. Maulay musste daraufhin seine Ämter als Sheriff und Constable niederlegen und Upavon wieder dem König übergeben. Im Gegenzug wurde ihm für seine Dienste für den König die noch offene Gebühr für  die Erlaubnis für seine Heirat erlassen.

### Späteres Leben
Maulay zog sich auf seine Güter in Yorkshire zurück, wo er mit dem Bau von Mulgrave Castle bei Whitby begann. Sein Plan, zusammen mit den ebenfalls entmachteten Bischof Peter des Roches und Falkes de Bréauté am Kreuzzug von Damiette teilzunehmen, wurde durch das Scheitern des Kreuzzugs 1221 vereitelt. 1230 nahm er an dem gescheiterten Frankreichfeldzug von Heinrich III. teil. Als Hubert de Burgh 1232 gestürzt wurde und der wie Maulay aus dem Poitou stammende Peter des Roches an die Macht kam, konnte Maulay wieder an den Königshof zurückkehren. Der König übergab ihm 1233 wieder Upavon, das zuvor im Besitz von Philip Basset gewesen war. Die Enteignung Bassets war für viele Barone ein erneutes Beispiel für den Amtsmissbrauch von Peter des Roches, und Basset unterstützte in der Folge seinen Oberherrn Richard Marshal, der gegen den König rebellierte. Die Rebellion führte mit zum Sturz von Peter des Roches, wobei auch Maulay zeitweilig beim König wieder in Ungnade fiel. Es gelang ihm jedoch, wieder an den Königshof zurückzukehren und diente 1236 kurzzeitig als Sheriff von Northamptonshire. 1240 brach er zusammen mit seinem ehemaligen Mündel Richard von Cornwall zum Kreuzzug der Barone auf. Er starb vermutlich nach seiner Ankunft im Heiligen Land.

## Familie und Erbe
Sein ältester Sohn aus seiner Ehe mit Isabella of Thornham, Peter II wurde sein Erbe. Maulay bedachte mehrere Klöster, darunter Meaux Abbey, mit Stiftungen.